# Skolen på Herredsåsen
 Der er for få eller ingen kildehenvisninger i denne artikel, hvilket er et problem. Du kan hjælpe ved at angive troværdige kilder til de påstande, som fremføres i artiklen.

Skolen på Herredsåsen er en folkeskole i Kalundborg Kommune. Den er med 629 elever (skoleåret 2019/20) den største folkeskole i Kalundborg Kommune. Elevtallet har været faldende. I 2015 var der omkring 900 elever. Faldet skyldes ifølge borgmester Martin Damm bl.a. at skolen ikke længere har 10. klasse eller modtage- og kulturklasser, samt generelt små årgange.
Skolen var klar til brug i august 2001 efter nogle års byggeri, der var dog alligevel stadig nogle mangler der skulle udbedres, dog ikke til gene for eleverne.[kilde mangler]
Skolen ligger i den nordlige del af byen og modtager elever fra de fleste, om ikke alle, de andre kommuneskoler i byen. I starten var der flest elever fra Ulshøjskolen og Munkesøskolen, da disse var blevet slået sammen, da Munkesøskolen alligevel skulle nedlægges.